# Leptotrichella friedensis
Leptotrichella friedensis là một loài Rêu trong họ Dicranaceae. Loài này được (D.H. Norris & T.J. Kop.) Ochyra mô tả khoa học đầu tiên năm 1997.